# Aleksy Angelos Filantropenos
Aleksy Angelos Filantropenos grec. Ἁλέξιος Ἂγγελος Φιλανθρωπηνός – bizantyński władca Tesalii w okresie około 1373 do około 1390 roku. 
Nosił tytuł cezara jako wasal bizantyński. Jego następcą był Manuel Angelos Philanthropenos. 